# Kalligramma liaoningense
Kalligramma liaoningense là một loài côn trùng trong họ Kalligrammatidae thuộc bộ Neuroptera. Loài này được Ren & Guo miêu tả năm 1996.